# アル・ハヤト
アル・ハヤート（アル・ハヤー、アラビア語：الحياة〔al-Hayat，the lifeの意〕）とは、アラビア語日刊高級紙。1988年創刊。本部はロンドン。ベイルート・リヤドなどに支社（支局は全世界各地にあり）。なお、過激派組織ISILの広報組織も同じアル・ハヤートを名乗っているが、一切関係ない。

## 概要
全世界のアラビア語読者を対象とする汎アラブ紙のひとつ。国際的な紙面作りを特徴とし、政治（al-Siyasa）・経済(al-Iqtisadiya）などのほか、「世界の新聞」・「健康」・「教育」といった毎週日替わりの特集がある。
政治面は地域ごとに分割されておらず、主にアラブ地域・アラブ以外の西アジア地域・北米・西欧の政治ニュースが掲載される。イラク・レバノン・パレスチナ/イスラエル、イラン・アフガニスタン・パキスタン、アメリカ合衆国、イギリス・フランスなど、注目度の高い地域の記事が多く掲載されるほか、タイ王国や中国など、東アジアの時事を伝えることも少なくない。
1946年にレバノンで創刊され、レバノン内戦を契機に、1987年に本部をロンドンに移して再出発した。1990年にはハーリド・ビン・スルターン・サウジアラビア王子が同紙に出資、事実上所有し、今に至る。
そのため、同紙はサウジアラビア系の新聞とみなされており、カイロ（エジプト）・ベイルート（レバノン）版のほかに、サウジ国内版も発行している。
ニューヨーク、フランクフルト、バハレーン、ドバイでも印刷されている。
オピニオン面にはアラブ世界各地の作家・専門家が寄稿し、後述の『アッシャルクル・アウサト』紙に比べリベラル・左派的な論調が目立つといわれる。読者は主にインテリ層。
本紙のほかにも、雑誌『アル＝ワサト』、女性週刊誌『ラハ』を発行。ウェブサイトには英語ページもある。
『アル＝ハヤート』以外の有力汎アラブ紙には、ともにロンドンに本部を置く『アッシャルクル・アウサト(al-Sharq al-Awsat）』と『アル・クドゥス・ル・アラビー(al-Quds al-Arabi)』がある。

## 参考
- William A. Rugh, "Arab Mass Media - Newspapers, Radio, And Television In Arab Politics", Praeger, 2004